# Jennifer Walcott
Jennifer Walcott (Youngstown, 8 mei 1977) is een Amerikaans model en actrice.

## Biografie
Walcott verscheen in 2001 in Playboy. Ze verscheen in die tijd ook in verschillende muziekvideo's van Justin Timberlake, Stereophonics en Marc Anthony. In 2005 speelde ze een kleine rol in American Pie Presents: Band Camp. In 2008 speelde ze mee in de film The Pool Boys met Matthew Lillard. Walcott huwde in 2010 met Americanfootballspeler Adam Archuleta. Ze hebben samen een zoon.